# Ruggero Giuseppe Boscovich
Ruggero Giuseppe Boscovich (in croato Ruđer Josip Bošković, in francese Roger Joseph Boscovich; Ragusa, 18 maggio 1711 – Milano, 13 febbraio 1787) è stato un gesuita, astronomo, matematico, fisico, filosofo, diplomatico e poeta dalmata della Repubblica di Ragusa.
La sua appartenenza nazionale è fonte di discussione: di madrelingua croata, figlio di un ricco mercante serbo originario dell'Erzegovina e madre di ascendenze italiane, Boscovich fu una tipica figura settecentesca di intellettuale cosmopolita: studiò, visse e operò in prevalenza in Italia, ma trascorse 10 anni della sua esistenza in Francia e soggiornò in varie capitali, tra cui Varsavia, Londra, Vienna e Costantinopoli. I suoi testi pubblicati sono scritti in latino, italiano e francese. Nella sua corrispondenza privata usò anche il croato e viene considerato contemporaneamente italiano e croato.

## Biografia

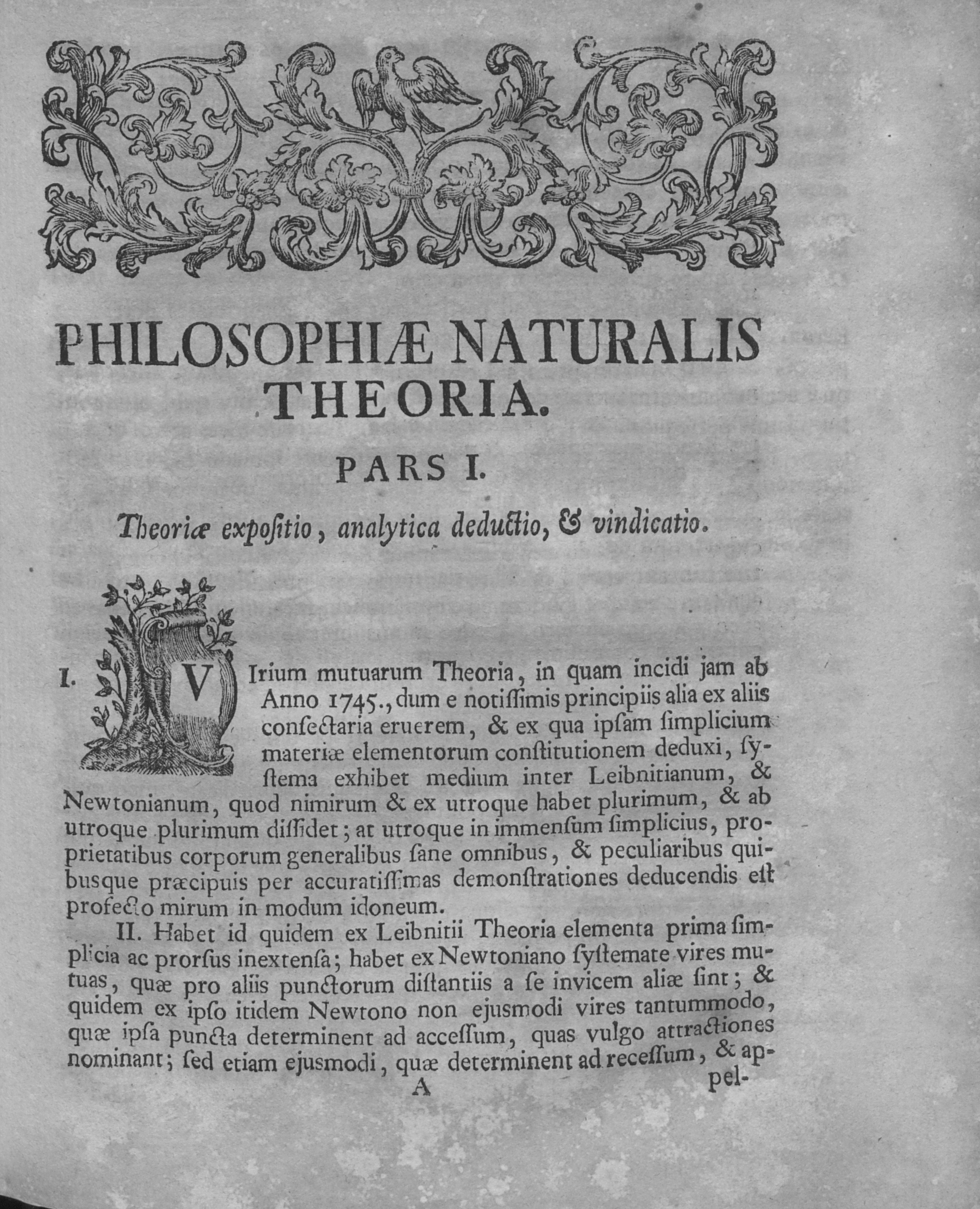
La prima pagina di Philosophiae naturalis theoria (1758)

Boscovich nacque a Ragusa di Dalmazia, antica Repubblica indipendente, il 18 maggio 1711. Il padre, Nikola Bošković, era un agiato mercante originario del villaggio di Orahov Do, nell'odierna Erzegovina. La madre, Paola Bettera (alle volte chiamata anche Pavica Betere), era nata in una ricca famiglia di ascendenze bergamasche, da tempo residente nella città dalmata.
Gesuita, Boscovich studiò al Collegio Romano a Roma, dove studiò filosofia con Carlo Noceti e matematica e fisica con il newtoniano Orazio Borgondio. Nel 1740, succedette al Borgondio come professore di matematica; alcuni anni dopo divenne membro dell'Accademia Toscana di Scienze e Lettere "La Colombaria". Nel 1759 si recò in Francia e in Inghilterra, dove fu nominato membro della Royal Society. Dopo aver effettuato un viaggio a Costantinopoli per osservare il passaggio di Venere di fronte al Sole, nel 1763 fu nominato professore di matematica all'Università degli Studi di Pavia. Contemporaneamente fu tra i fondatori dell'osservatorio astronomico di Brera, che diresse per qualche anno. Nello stesso periodo strinse amicizia col giovane Francesco Melzi d'Eril e firmò un articolo de Il Caffè di Verri. Nel 1773 si trasferì a Parigi a causa dell'abolizione dell'Ordine. Rientrò in Italia nel 1782, stabilendosi per due anni a Bassano del Grappa dove pubblicò i cinque volumi della sua Opera pertinentia ad opticam et astronomiam (1785). Dal 1782 fece parte - quale socio fondatore - anche dell'Accademia dei XL che, con la denominazione di Società Italiana, includeva per l'appunto i quaranta migliori scienziati dell'epoca.
Dopo un breve periodo in Toscana presso i monaci Vallombrosiani, si stabilì a Milano, dove la sua salute andò peggiorando gravemente. Nella nota biografica pubblicata nel 1878 nel volume Memorie e documenti per la storia dell'Università di Pavia e degli uomini più illustri che v'insegnarono si legge che «sopraffatto dai travagli che il suo carattere gli procacciava e che la sua fervida immaginazione gli esagerava, cadde infermo di mente e morì delirante il 13 febbraio 1787», affermazione attestata dai medici suoi contemporanei; tuttavia la presunta pazzia del Boscovich sarebbe da attribuirsi a manifestazioni della malattia di Alzheimer, o a una psicosi depressiva che lo portarono anche a un tentativo di suicidio.
Nella sua vita si occupò soprattutto di fisica matematica. Nel suo studio della forma della Terra usò l'idea di minimizzare la somma dei valori assoluti delle deviazioni. La sua soluzione a questo problema prese una forma geometrica. Boscovich fu il primo a fornire una procedura per il calcolo dell'orbita di un pianeta sulla base di tre osservazioni della sua posizione e diede anche una procedura per determinare l'equatore di un pianeta. Inoltre, formulò quella che oggi è chiamata ipotesi di Boscovich ed è alla base della definizione fisica di corpo rigido.
Fin dalle sue prime ricerche iniziò ad elaborare una teoria sulla struttura del mondo fondata su una particolare legge delle forze della natura, già ben presente nelle opere De viribus vivis (1745), De lumine (1748) e De centro gravitatis (1751). Essa trovò tuttavia una sistemazione definitiva nella Philosophiae naturalis theoria (1758). È stato uno dei primi nell'Europa continentale ad accettare le teorie gravitazionali di Isaac Newton ed è stato autore di 70 scritti sull'ottica, astronomia, gravitazione, meteorologia e trigonometria.
Boscovich morì a Milano il 13 febbraio 1787 e venne sepolto presso la chiesa di Santa Maria Podone in piazza Borromeo 6 (poi data in uso alla comunità greco-ortodossa); una lapide posta in facciata nel 2017 ne ricorda la figura. Il certificato di morte e sepoltura è custodito presso l'archivio diocesano di Milano..
Nel 1873 Nietzsche scrive il frammento Zeitatomenlehre, una rielaborazione del lavoro di Boscovich Theoria Philosophiae Naturalis redacta ad unicam legem virium in natura existentium. In generale, le idee di Boscovich hanno avuto una grande influenza sulle idee di forza in Nietzsche.

## Intitolazioni

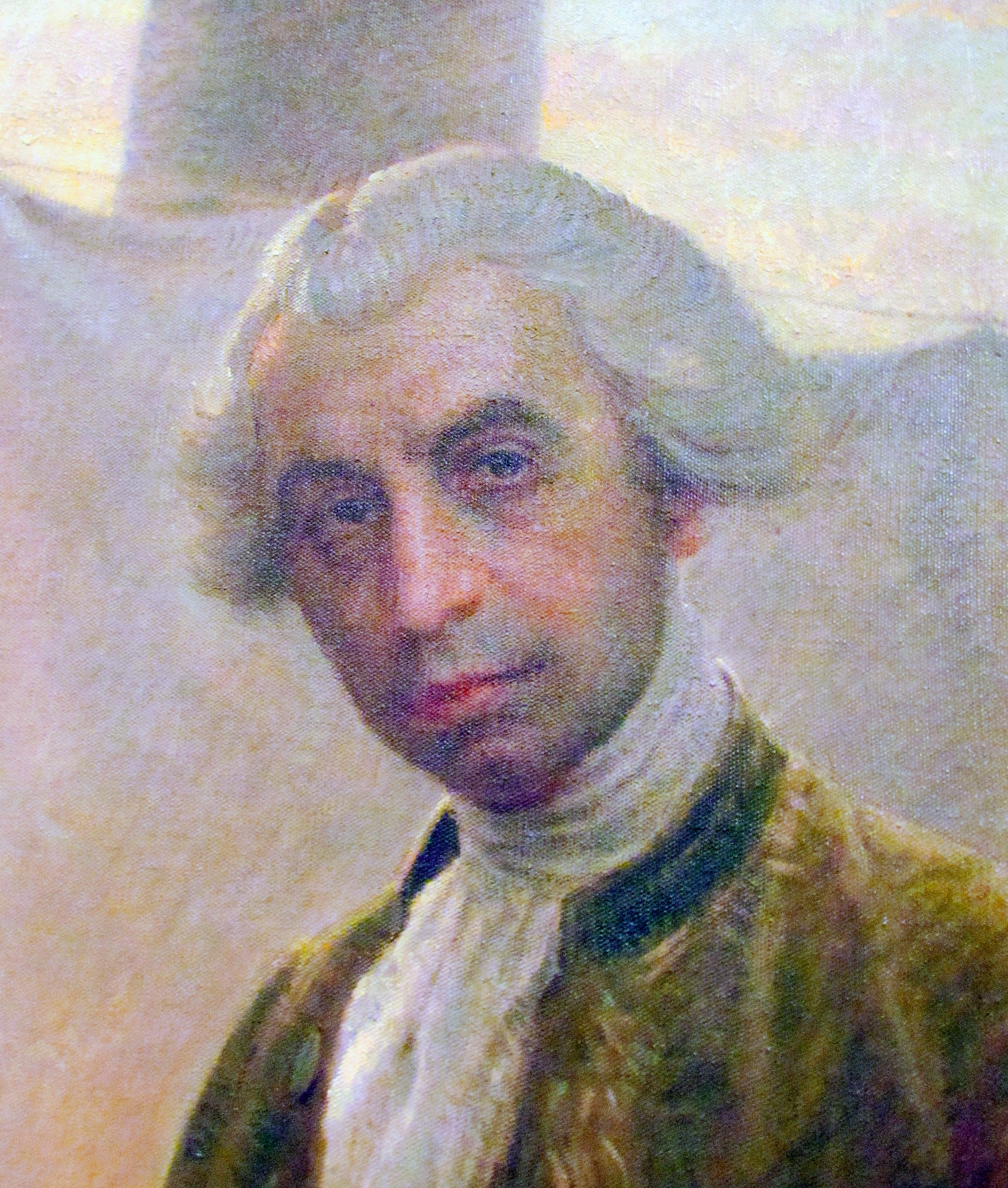
Ritratto opera di Vlaho Bukovac

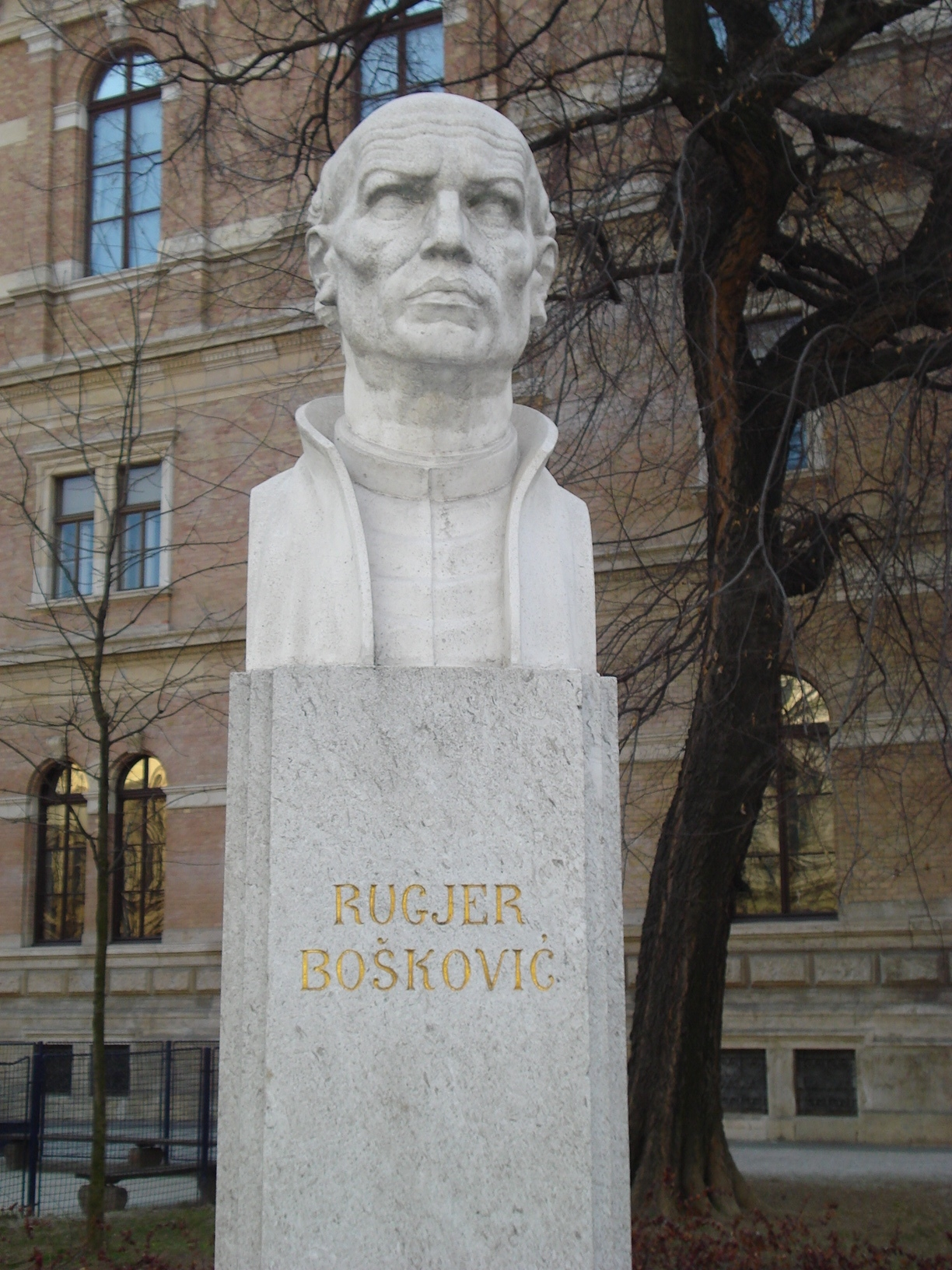
Busto a Boscovich di fronte all'Accademia Croata delle Scienze e delle Arti a Zagabria

Oltre a un gran numero di vie e piazze a lui intitolate, l'asteroide 14361 Boscovich prende nome dallo scienziato raguseo, così come una rima e un cratere lunare.
La più antica società astronomica nei Balcani, con sede a Belgrado e il maggiore istituto croato di scienze naturali e tecnologia, con sede a Zagabria, sono intitolati a suo nome.
Tutte le banconote in dinari croati emesse fra il 1991 e il 1994 portavano sul fronte il ritratto di Boscovich, col suo nome.
Negli anni novanta, la Croazia indipendente di Franjo Tuđman chiese che il monumento a Boscovich a Milano indicasse il nome e cognome in grafia croata (Rudjer Bošković), nonostante in vita Boscovich avesse polemizzato con chi voleva cambiargli il nome. Il governo italiano rifiutò di dar seguito alla vicenda e Tuđman cancellò la prevista visita ufficiale, limitandosi a visitare la "mostra dell'arte rinascimentale croata" in Vaticano.
Il 13 febbraio 2017 la Repubblica di Croazia, la Città di Zagabria e la comunità croata della Lombardia hanno donato alla città di Milano una statua di Boscovich realizzata dallo scultore croato Ivan Mestrovic, che è stata posta nei giardini pubblici Indro Montanelli, a fianco del Planetario e il 20 giugno dello stesso anno il Consolato Generale della Repubblica di Croazia a Milano ha posto sulla facciata della chiesa ove è seppellito una lapide commemorativa (in marmo mironja proveniente dalla sua città natale Ragusa) a sua perpetua memoria.
Boscovich è oggetto di una delle settantasette (al 2011) edizioni nazionali stampate in Italia.

## Opere

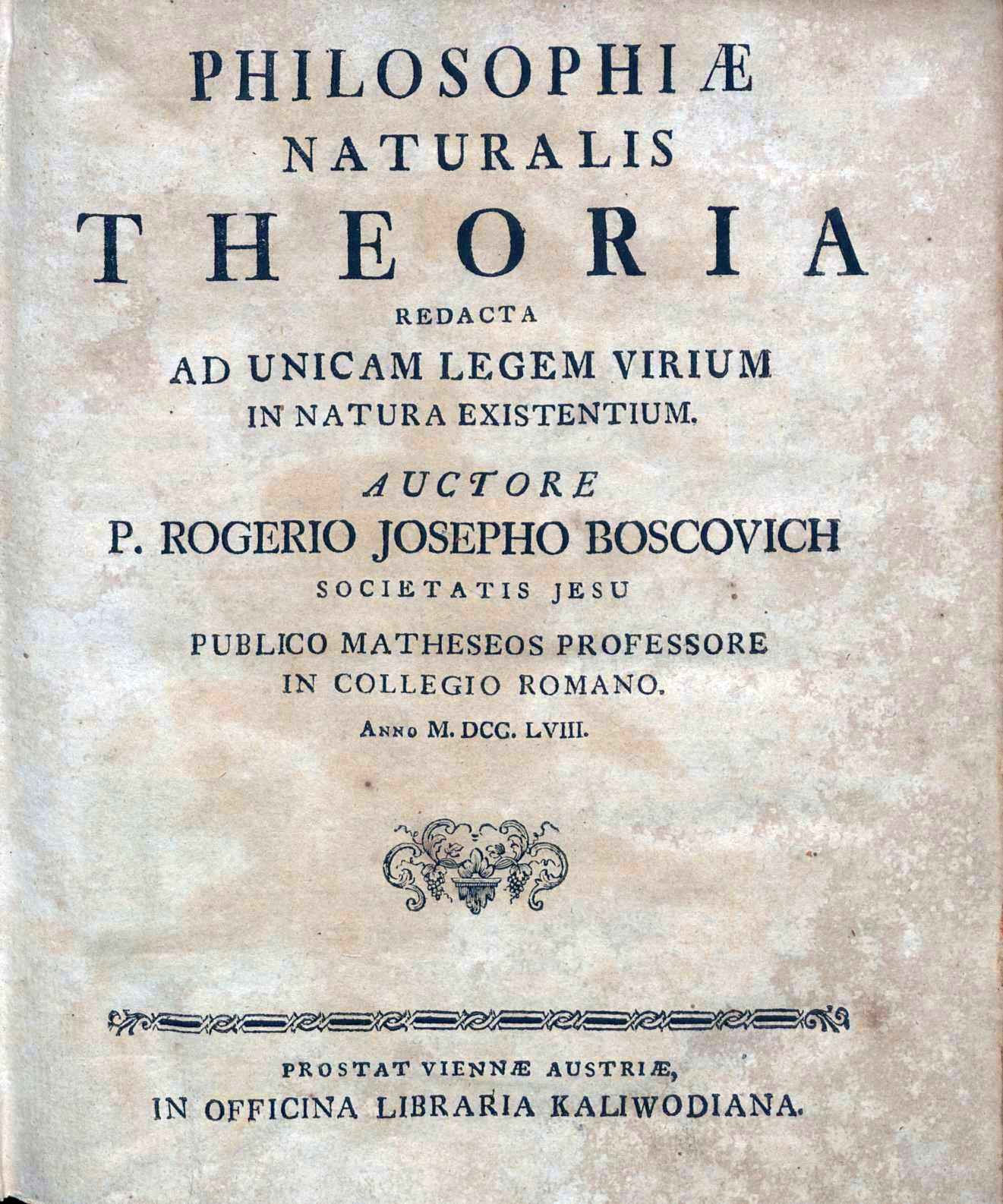
Frontespizio di Philosophiae naturalis theoria redacta ad unicam legem virium in natura existentium, 1758

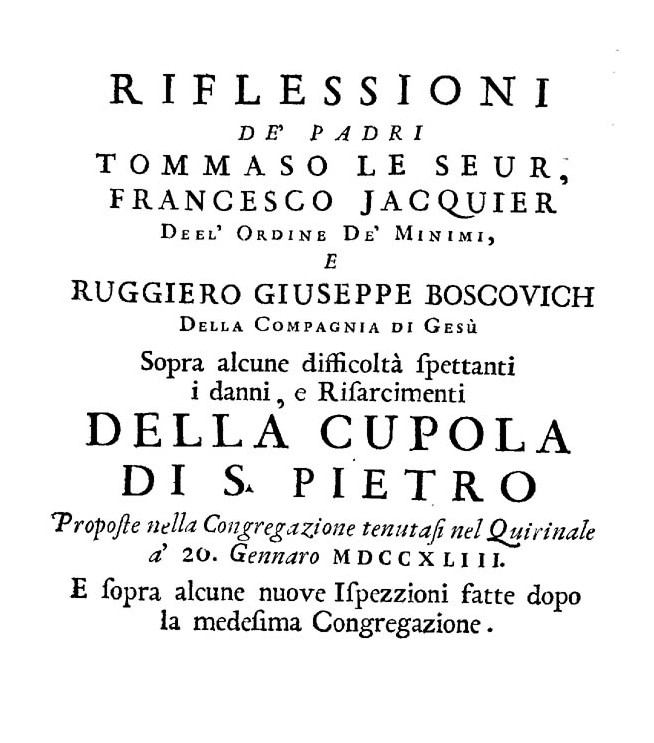
Riflessioni sopra alcune difficoltà spettanti i danni e risarcimenti della cupola di S. Pietro, 1743

Boscovich pubblicò 8 dissertazioni scientifiche prima della sua ordinazione presbiteriale e nomina a professore nel 1744, e altre 14 in seguito. Una lista parziale:
- De maculis solaribus exercitatio astronomica, 1736 (lett. "Un esercizio astronomico sulle macchie solari").
- De Mercurii novissimo infra Solem transitu, 1737 ("Sul più recente transito di Mercurio davanti al Sole").
- Trigonometriae sphaericae constructio, 1737 ("La costruzione delle sfere trigonometriche").
- De aurora boreali, 1738 ("Sull'aurora boreale").
- De novo telescopii usu ad objecta coelestia determinanda, 1739 ("Sul nuovo uso del telescopio per determinare gli oggetti celesti")
- De veterum argumentis pro telluris sphaericitate, 1739 ("Sugli argomenti degli antichi per la sfericità della Terra").
- Dissertatio de telluris figura, 1739 ("Una dissertazione sulla forma della terra").
- De Circulis osculatoribus, Dissertatio, 1740 ("Una dissertazione sull'intersezione dei cicli").
- De motu corporum projectorum in spatio non resistente, 1741 ("Sul moto dei corpi proiettati nello spazio non resistente").
- De inaequalitate gravitatis in diversis terrae locis, 1741 ("Sull’ineguaglianza della gravità in diversi posti della terra").
- De natura et usu infinitorum et infinite parvorum, 1741 ("Sulla natura e uso di infiniti e infinitesimali").
- De annusi fixarum aberrationibus, 1742 ("Sull'aberrazione annuale delle stelle fisse").
- De observationibus astronomicis et quo pertingat earundem certitudo, 1742 ("Sulle osservazioni astronomiche e la loro certezza")
- Disquisitio in universam astronomiam, 1742 ("Disquisizione sull'astronomia universale").
- Parere di tre Matematici sopra i danni che si sono trovati nella Cupola di S. Pietro, 1742).
- De motu corporis attracti in centrum immobile viribus decrescentibus in ratione distantiarum reciproca duplicata in spatiis non resistentibus, 1743.
- Riflessioni de' Padri Tommaso Le Seur, Francesco Jacquier de el' Ordine de' Minimi, e Ruggiero Giuseppe Boscovich della Compagnia di Gesù Sopra alcune difficoltà spettanti i danni, e Risarcimenti della Cupola Di S. Pietro, 1743.
- Nova methodus adhibendi phasium observationes in eclipsibus lunaribus ad exercendam geometriam et promovendam astronomiam, 1744 ("Un nuovo metodo per usare le osservazioni delle fasi delle eclissi lunari per coltivare la geometria e avanzare l'astronomia").
- De cyloide et logistica, 1745 ("Sul cicloide e la curva logistica").
- De viribus vivis, 1745 ("Sulle forze viventi").
- Trigonometria sphaerica, 1745 ("Trigonometria sferica").
- De cometis, 1746 ("Sulle comete")
- Dissertatio de maris aestu, 1747 ("Una dissertazioni sulle maree dell'oceano").
- Dissertatio de lumine, 2 volumi, 1748/1749 ("Una dissertazione sulla luce").
- De determinanda orbita planetae ope catoptricae ex datis vi celeritate & directione motus in dato puncto, 1749.
- Sopra il Turbine che la notte tra gli XI e XII giugno del MDCCXLIX danneggio una gran parte di Roma, 1749; traduzione latina 1766.
- De centrogravitatis, 1751 ("Sul centro di gravità").
- Elementorum matheseos ad usum studiosae juventutis, 1752 ("Elementi di matematica ad uso dei giovani studenti").
- De lunae atmosphaera, 1753 ("Sull'atmosfera della Luna").
- De continuitatis lege et eius consectariis pertinentibus ad prima materiae elementa eorumque vires dissertatio, 1754 ("Una dissertazione sulla legge di continuità e le sue conseguenze che hanno a che fare con i primi elementi della materia e i loro poteri").
- De lege virium in natura existentium, 1755 ("Sulla legge delle potenze nella natura delle cose esistenti").
- (LA) De lentibus et telescopiis dioptricis dissertatio, Roma, 1755.
- De inaequalitatibus quas Saturnus et Jupiter sibi mutuo videntur inducere praesertim circa tempus conjunctionis, 1756 ("Sulle ineguaglianze che Giove e Saturno sembrano indurre l'uno sull'altro particolarmente nei momenti di congiunzione").
- Elementorium universae matheseos, 3 volumi, 1757 ("Elementi di matematica generale").
- (LA) De recentibus compertis pertinentibus ad perficiendam dioptricam, 1757.
- (LA) Philosophiae naturalis theoria redacta ad unicam legem virium in natura existentium, Wien, Leopold Johann Kaliwoda, 1758. ("Una teoria di filosofia naturale")
  - (LA) Philosophiae naturalis theoria redacta ad unicam legem virium in natura existentium, Venezia, 1763.
- De Solis ac Lunae defectibus, 1760 ("Sul Sole, la Luna e le eclissi").
- Scrittura sulli danni osservati nell'edificio della Biblioteca Cesarea di Vienna, e loro riparazione, 1763.
- Memorie sopra il Porti di Rimini, 1765.
- Sentimento sulla solidità della nuova Guglia del Duomo di Milano, 1765.
- Dissertationes quinque ad dioptricam pertinentes, 1767 ("Cinque dissertazioni di diottrica").
- (FR) Voyage astronomique et geographique, 1770 ("Un viaggio astronomico e geografico").
- Memorie sulli cannocchiali diottrici, 1771.
- (FR) Journal d'un voyage de Constantinople en Pologne, Lausanne, François Grasset & C., 1772.
- Sullo sbocco dell'Adige in Mare, 1779.
- Riflessioni sulla relazione del Sig. Abate Ximenes appartenente al Progetto di un nuovo Ozzeri nello Stato Lucchese, 1782.
- Giornale di un viaggio da Costantinopoli in Polonia, Bassano, Giuseppe Remondini, 1784.
- Opera pertinentia ad opticam et astronomiam, 5 volumi, 1785 ("Opere di ottica e astronomia").
- Sui danni del Porto di Savona, loro cagioni e rimedi, 1771.
- Lettere a Giovan Stefano Conti, 1780.

## correlate
- Francesco Puccinelli